# Tadamon Sur Club
Der Tadamon Sur Club (international oft auch Tadamon Sour geschrieben) ist ein Fußballverein aus Tyros (auch Sur) im Libanon. Der Verein spielt in der Libanesische Premier League, der höchsten Liga des Landes. Gegründet wurde der Klub 1946. Heimatstadion des Vereins ist das Sur-Stadion in Tyros. In seiner Geschichte konnte Tadamon bisher lediglich einen Titel gewinnen, den libanesischen Pokal 2001. Im Finale setzte sich die Mannschaft gegen Al-Ansar mit 2:1 durch. Wie schon 2007/08 und 2008/09, belegte Tadamon 2009/10 den achten Tabellenplatz zu Ende der Saison. Am Ende der Saison 2014/15 stieg der Verein als Elfter in die Libanesische Second Division. Daraufhin schaffte der Club als Meister der zweiten Liga den direkten Wiederaufstieg.

## Vereinserfolge

### National
- Libanesischer FA Cup

Gewinner 2001

## Ehemalige bekannte Spieler
- Mohamed Kallon
- Roda Antar